# Pełki (powiat piski)
Pełki (niem. Pölken) - dawna wieś, obecnie w powiecie piskim, w woj. warmińsko-mazurskim. W XV i XVI w. wymieniana w dokumentach pod nazwami: Pelkenn, Pelken, Palke, Dimus.
Wieś służebna lokowana w 1495 r. na prawie magdeburskim na 10 łanach, z obowiązkiem połowy służby zbrojnej, przez komtura bałgijskiego Hieronima von Gebesattela. Przywilej na dobra położone między Dmusami, Jeziorem Borowym i Myszkami otrzymali bratankowie: Jodka, Pełka, Mikołaj i Piotr. Nadanie uzupełniono 3 łanami łąk, położonymi między Lisami i Lipińskimi. Wcześniej Pełki stanowiły jeden majątek ziemski z Dmusami. Przed 1454 r. w dokumentach zapisywane były łącznie z Dmusami.

## Obecnie
Na niemieckiej mapie z 1928 roku miejscowość sąsiaduje z położoną na południe miejscowością Dmussen. Obecnie jest to jedna miejscowość Dmusy. Dawna Pölken stanowi północną część tej wsi.